# Roxbury (Kansas)
Roxbury è un census-designated place (CDP) degli Stati Uniti d'America, situato nello stato del Kansas, nella contea di McPherson.